# La Personne aux deux personnes
 (juillet 2020).
Si vous disposez d'ouvrages ou d'articles de référence ou si vous connaissez des sites web de qualité traitant du thème abordé ici, merci de compléter l'article en donnant les références utiles à sa vérifiabilité et en les liant à la section « Notes et références ».
Pour plus de détails, voir Fiche technique et Distribution.
La Personne aux deux personnes est une comédie française écrite et réalisée par Nicolas et Bruno, sortie en 2008.

## Synopsis
Gilles Gabriel, chanteur et ancienne gloire des années 1980 en plein come-back, est tué en voiture à cause d'une collision avec Jean-Christian Ranu, un petit comptable de la COGIP. Mais Gilles n'est pas « réellement » mort : son esprit a atterri dans le corps de Jean-Christian, qui ne comprend pas d'où vient cette voix dans sa tête. De son côté, Gilles n'a aucun contrôle sur les mouvements de son hôte. Gilles et Jean-Christian vont vite se rendre à l'évidence qu'ils n'ont rien en commun, sauf ce corps à partager. C'était déjà compliqué chacun de son côté… alors maintenant, dans la même personne…

## Fiche technique
- Réalisation et scénario : Nicolas Charlet et Bruno Lavaine
- Décors : Stéphane Rozenbaum
- Costumes : Charlotte David
- Photographie : Laurent Dailland
- Montage : Reynald Bertrand
- Musique : Nicolas Errèra
- Production : Alain Chabat, Christine Rouxel et Amandine Billot
- Société de production : Chez Wam
- Société de distribution : Studiocanal
- Format : 2.35 : 1 - 35mm - SRD, DTS
- Pays d'origine :  France
- Langue : français
- Sortie le : 18 juin 2008

## Distribution
- Daniel Auteuil : Jean-Christian Ranu
- Alain Chabat : Gilles Gabriel
- Marina Foïs : Muriel Perrache
- François Damiens : le médecin de la COGIP
- Denis Maréchal : l'infirmier audio-test
- Fred Tousch : le professeur d'éducation sexuelle
- Gilles David : M. Malard
- JoeyStarr : lui-même
- Herbert Léonard : lui-même
- Orlando : lui-même
- Marie Chevalier : Corinne
- Aurélie Matéo : belle femme dans la voiture

## Personnage de Gilles Gabriel

### Droits d'auteurs
Gilles Gabriel n'a jamais existé dans la réalité et ses chansons sont des parodies de chansons des années 1970-80. Toutes les chansons parodiées par Alain Chabat par divers auteurs dont Muriel Dacq et Nicolas Peyrac, sont protégés par droit d'auteur datant des années 1970 ou 80. S'ajoutent les parodies de chansons pour lesquelles sont mentionnés Nicolas et Bruno ou Nicolas et Bruno/Nicolas Errèra. Sur la pochette parodique du Best of de toi, Mon Maxi 45 tours trois titres Anthologie, le faux copyright du best of mentionne Gilles Gabriel/Gilles Gabriel - Love Records ou Gilles Gabriel/Jakie Quartz - Love Records, et les dates parodiques des morceaux (1983, 1989 et 1987). Le vrai copyright, placé en très petits caractères sur le côté de la pochette, mentionne Nicolas et Bruno ou Nicolas Errèra, ou Nicolas et Bruno/Nicolas Errèra, avec la date réelle de copyright (2008, année de sortie du film). Cette pochette ne mentionne pas Nicolas Peyrac, Muriel Dacq et les autres interprètes ou auteurs-compositeurs des chansons parodiées, contrairement au film, qui mentionne à la fois le copyright de la chanson parodiée puis celui de la parodie interprétée par Alain Chabat (avec parfois Daniel Auteuil).

### Discographie
Toutes les chansons datent en réalité de 2008.
Discographie
- L'Accroche-cœur (1981) : 1er single

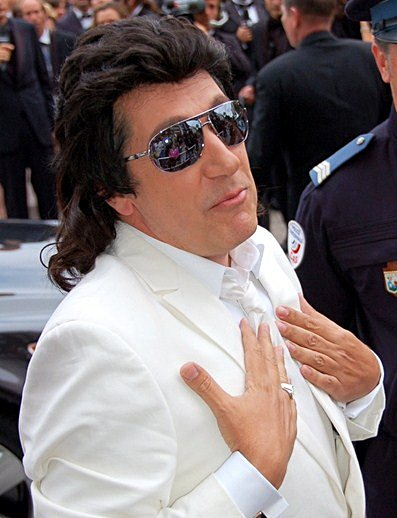
Alain Chabat au festival de Cannes 2008, portant le costume de Gilles Gabriel.

- Flou de toi (1983) : disque de bronze - 3:16 - « Le tube de l'hiver 1983. Reconnu aujourd'hui par tout le monde comme le symbole d'une génération éprise d'amour et de liberté »
- Mise au poing (1987) : Disque de Bronze
- SOS à l'Amour (1987) : 1er album
- Love électrique (1988) : référence new wave
- Love et Cie (1989) : album de la maturité - 2:03 - « Le slow qui marquera à jamais le mois d'octobre 1989. Un immense cri de tendresse absolue pour tous les ennemis de la solitude de 7 à 77 ans » (le début des paroles reprend la mélodie de la chanson de Nicolas Peyrac, « So far away from L.A. », sortie le 12 avril 1975).
- Guitar'Eros (1990) : « la sensualité à fleur de skin »
- Hétéro de toi (1991) : « le sex-machine à la française »
- Dreamings (1995) : « enregistré à Memphis-Tennessee »

Publications
- OK !, novembre 1983 : 1re couverture
- OK !, septembre 1995 : mégaposter
- Paris-BoumBoum, octobre 1988 : article de fond
- Télé-Poche, avril 1998
- Télé-Star, août 1987

## Autour du film
L'idée du film est venue à Nicolas et Bruno lorsqu'ils travaillaient à Canal+ sur l'émission Burger Quiz présentée par Alain Chabat.
Pour les scènes dans lesquelles Alain Chabat « parle dans la tête » du personnage joué par Daniel Auteuil, Alain Chabat était situé dans une petite tente annexe au plateau de tournage et dialoguait grâce à une oreillette et un micro avec Daniel Auteuil. Les réalisateurs préféraient procéder ainsi plutôt que de travailler avec des enregistrements ou des doublures-voix.
Pour assurer la promotion du film, les deux réalisateurs ont réalisé avec la complicité d'Alain Chabat un clip mettant en scène le personnage joué par Alain Chabat dans le film, le chanteur « has been » Gilles Gabriel. Lequel était même présent sur les marches du Festival de Cannes 2008.
La comédienne Marina Foïs est nommée aux prix Raimu de la comédie en 2008, dans la catégorie « comédienne dans un second rôle » pour son interprétation de Muriel Perrache.